# Idioma protochukoto-kamchatka
Protochukotko-kamchatka es el ancestro común reconstruido de las lenguas chukotko-kamchatka. Se supone que se dividió en las ramas del Norte (Chukotiano) y del Sur (Itelmen) alrededor del año 2000 a. C., cuando los pastores de renos occidentales se trasladaron a la tierra natal de los Chukotko-Kamchatka y su gente del interior adoptó el nuevo estilo de vida.
Michael Fortescue presenta una reconstrucción en su Diccionario comparativo de Chukotko-Kamchatka (2005).

## Fonológia
Según Fortescue, Protochukotko-kamchatka tenía los siguientes fonemas, expresados en símbolos IPA.

### Consonantes
|              | labiales | alveolares | palatales | velares | uvulares |
| ------------ | -------- | ---------- | --------- | ------- | -------- |
| Oclusivas    | *p       | *t         | *c        | *k      | *q       |
| Fricativas   | *v       | *ð         |           | *ɣ      | *ʁ       |
| Nasales      | *m       | *n         |           | *ŋ      |          |
| Aproximantes | *w       | *l         | *j        |         |          |
| Róticas      |          | *r         |           |         |          |

*/c/ */c/ es una verdadera oclusiva palatal sorda (no la africada č). Tenga en cuenta que Protochukotko-kamchatka solo tenía oclusivas sordas, sin oclusivas sonoras (como /b d ɡ/). Sin embargo, hay una serie de fricativas sonoras, */v ð ɣ ʁ/. Estos no tienen contrapartes sordas (como /f θ x/ ).
*/v/ es una fricativa labiodental sonora (como la v en el idioma inglés). */ɣ/ es una fricativa velar sonora (como la g en neerlandés ogen, el griego moderno gamma, el persa qāf, etc.). */ʁ/ es una fricativa uvular sonora (como r en francés).
Toda la serie */t ð n l r/ es alveolar, es decir, */t ð n/ no son dentales.

### Vocales
|               | Anteriores | Centrales | Posteriores |
| ------------- | ---------- | --------- | ----------- |
| Cerradas      | i          |           | u           |
| Semicerradas  | e          | ə         | o           |
| Casi abiertas | æ          |           |             |
| Abiertas      |            |           | a           |

## Gramática
Generalmente se acepta que protochukotko-kamchatka tenía un sistema de once casos para los sustantivos, pero Dibella Wdzenczny ha planteado la hipótesis de que estos evolucionaron a partir de sólo seis casos en pre-protochukotko-kamchatka. A continuación se muestra el sistema de casos reconstruido de Protochukotko-kamchatka.
| Caso         | Declinación 1 (singular) | Declinación 2 (singular) | Declinación 1 (plural)1 | Declinación 2 (plural) |
| ------------ | ------------------------ | ------------------------ | ----------------------- | ---------------------- |
| absolutivo   | -∅/-(ə)n/-ŋæ/-lŋǝn       | -(ǝ)n                    | -t                      | -(ǝ)nti                |
| dativo       | -(ǝ)ŋ                    | -(ǝ)naŋ                  |                         | -(ǝ)ðɣǝnaŋ             |
| locativo     | -(ǝ)k                    | -(ǝ)næk                  |                         | -(ǝ)ðǝk                |
| instrumental | -tæ                      | -(ǝ)næk                  |                         | -(ǝ)ðǝk                |
| comitativo   | kæ- -tæ                  | -                        |                         | -                      |
| asociativo   | ka- -ma                  | -                        |                         | -                      |
| referencial  | -kjit                    | -(ǝ)nækjit               |                         | -(ǝ)ðǝkækjit           |
| ablativo     | -ŋqo(rǝŋ)                | -(ǝ)naŋqo(rǝŋ)           |                         | -(ǝ)ðǝkaŋqo(rǝŋ)       |
| vialis       | -jǝpǝŋ                   | -(ǝ)najpǝŋ               |                         | -(ǝ)ðǝkajpǝŋ           |
| alativo      | -jǝtǝŋ                   | -(ǝ)najtǝŋ               |                         | -(ǝ)ðǝkajtǝŋ           |
| atributivo   | -nu                      | -(ǝ)nu                   |                         | -(ǝ)ðɣǝnu              |

1Téngase en cuenta que los sustantivos (en su mayoría inanimados) de la primera declinación sólo marcaban pluralidad en el caso absolutivo.
Se cree que la protolengua fue una lengua nominativo-acusativo, y los actuales aspectos ergativos chukotko-kamchatka llegaron más tarde en la rama chukotiana (del norte), posiblemente a través del contacto con pueblos cercanos de habla esquimal-aleutiana. Esto explicaría por qué el itelmen, hablado más al sur que cualquier hablante esquimal-aleutiano visitado, carece de estructuras ergativas. Algunos lingüistas, sin embargo, sostienen que el protochukotko-kamchatka comenzó como una lengua ergativa y perdió esa característica con el tiempo.